# マリムフリダ・ムスチスラヴナ
マリムフリダ・ムスチスラヴナ / マウムフリード・ムスティスラヴスダッティル（ロシア語: Мальмфрида Мстиславна / ノルウェー語 (ブークモール): Malmfrid Mstislavsdatter、デンマーク語: Malmfrid Mstislavlsdatter、1095/1102年 - 1137年以降）はノルウェー王シグル1世の妻、ついでデンマーク王エーリク2世の妻となった人物である。

## 生涯
幾つかのサガ（『ヘイムスクリングラ』、『モルキンスキンナ』、『クヌートの子孫のサガ(en)』）には、マリムフリダは、ガルダリキ(ru)（ルーシのスカンジナヴィア名）のコヌング(ru)（ルーシではクニャージ）であるハラルドと、スウェーデンのクリスティーナとの間の娘と記されている。ハラルドはキエフ大公ムスチスラフ1世と解されるが、ルーシの資料にはスラヴ語によるマリムフリダの名に関する言及はない。
1111年、ノルウェー王シグル1世と結婚するが、それは不幸な結婚だったと叙述されている。シグルとの間には、後のノルウェー王マグヌス5世の母となる娘・クリスティン(en)が生まれた。シグルと離婚後、マリムフリダはデンマークへと渡り、1133年にエーリク（1134年に即位しデンマーク王エーリク2世となる）と結婚した。シグルとの離婚についてはスノッリ・ストゥルルソンの著述に言及されている。
1137年にエーリクが殺された以降の、マリムフリダに関する史料は残されていない。